# Estação Fontana

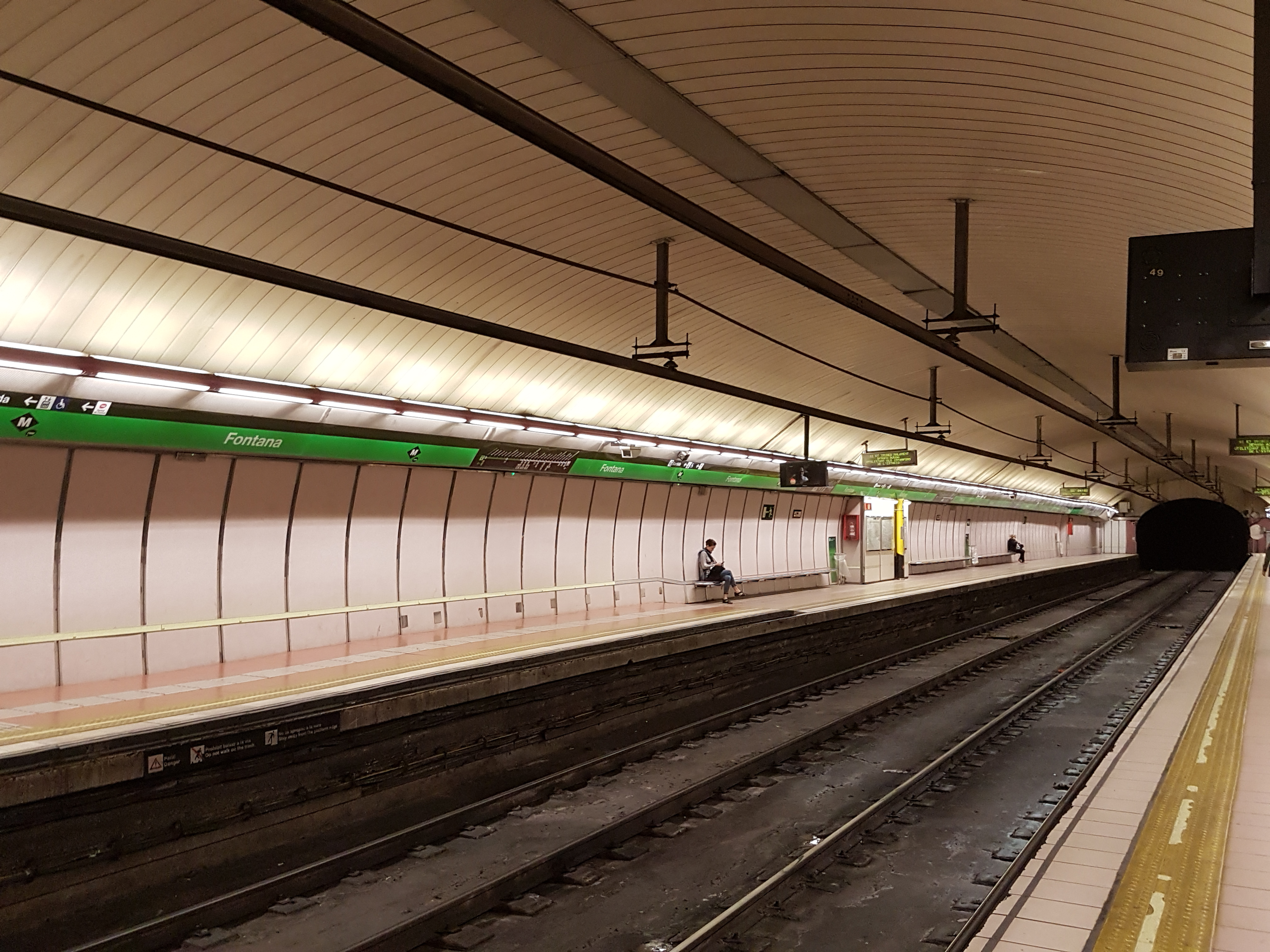
Plataforma de embarque e desembarque.

Fontana é uma estação da linha Linha 3 do Metro de Barcelona. Está localizada sob Carrer Gran de Gràcia e Carrer d'Astúries no distrito de Gràcia de Barcelona.

## História
A estação foi inaugurada em 1924 como parte da Gran Metro de Barcelona, primeira linha de metrô da cidade, que circulava entre as estações Plaça de Catalunya e Lesseps. Ela mantém parte de sua decoração original.

## Características
Fontana é uma das poucas estações da cidade acessíveis por meio de uma bilheteria acima do solo. Este é o único acesso à estação e está localizado na Carrer Gran de Gràcia, próximo ao seu cruzamento com a Carrer d'Astúries. Possui duas linhas de trilhos, com plataformas laterais gêmeas de 92 metros de comprimento.